# Colabata eadgara
Colabata eadgara is een vlinder uit de familie van de Apatelodidae. De wetenschappelijke naam van de soort is voor het eerst geldig gepubliceerd in 1934 door William Schaus.